# Liste der Monuments historiques in Saint-Martin-Lars-en-Sainte-Hermine
Die Liste der Monuments historiques in Saint-Martin-Lars-en-Sainte-Hermine führt die Monuments historiques in der französischen Gemeinde Saint-Martin-Lars-en-Sainte-Hermine auf.

## Liste der Bauwerke
| Bezeichnung      | Beschreibung                  | Standort | Kennzeichnung | Schutzstatus | Datum | Bild           |
| ---------------- | ----------------------------- | -------- | ------------- | ------------ | ----- | -------------- |
| Schloss          | Erbaut im 15. Jahrhundert     | (Lage)   | PA85000041    | Inscrit      | 2010  |                |
| Kirche St-Martin | Erbaut im 12./13. Jahrhundert | (Lage)   | PA00110254    | Classé       | 1987  | weitere Bilder |

## Liste der Objekte
- Monuments historiques (Objekte) in Saint-Martin-Lars-en-Sainte-Hermine in der Base Palissy des französischen Kultusministeriums